# Solara
Solara è un brano del gruppo di rock alternativo The Smashing Pumpkins, primo singolo tratto dall'album Shiny and Oh So Bright, Vol. 1 / LP: No Past. No Future. No Sun.. È il primo pubblicato dopo la riunione di tre-quarti della formazione originale, nel 2018.

## Il brano
Questo brano è stato scritto originariamente per il nono album della band Monuments to an Elegy da Billy Corgan e prodotto da Rick Rubin, che precedentemente aveva lavorato al brano Let Me Give the World to You durante le sessioni di Adore. Nelle intenzioni del gruppo dovrebbe essere il primo brano di due EP la cui pubblicazione è programmata per il 2018. È stato presentato per la prima volta in televisione nazionale statunitense al Tonight Show presentato da Jimmy Fallon l'11 giugno 2018.
Ha raggiunto il 26º posto nella classifica Mainstream Rock Songs negli Stati Uniti.

## Video
Nel video musicale del brano, diretto da Nick Koenig compare il leader Billy Corgan tenuto prigioniero in uno strano luogo. Dopo essere riuscito a fuggire trova un mondo esterno ancora più inquietante e alla fine torna spontaneamente alla sua prigionia. In alcune brevi sequenze compaiono anche gli altri tre membri della band.

## Formazione
The Smashing Pumpkins
- Billy Corgan – voce, chitarra, basso
- James Iha – chitarra
- Jeff Schroeder – chitarra
- Jimmy Chamberlin – batteria

## Classifiche
| Classifica (2018)                               | Posizione massima |
| ----------------------------------------------- | ----------------- |
| Stati Uniti (Billboard Mainstream Rock)         | 26                |
| Stati Uniti (Billboard Rock Digital Song Sales) | 22                |